# 01099
01099 (gesprochen „Null-zehn-neunundneunzig“) ist eine deutsche Rapcrew aus Dresden. Der Crew-Name bezieht sich auf die Postleitzahl von Dresden-Neustadt (01099), den Herkunftsort der Rapper. Die Gruppe besteht aus Gustav, Zachi, Paul und Dani.

## Geschichte
Die vier Musiker Dani, Gustav, Paul und Zachi lernten sich zum Teil als Orchestermusiker, aber größtenteils in jungen Kinderjahren im Sandkasten kennen und besuchten gemeinsam das St. Benno-Gymnasium. Als 01099 formierten sie sich im Jahr 2018.
Im Herbst 2019 erschien die Debüt-EP Skyr. Der Titel beruht auf dem isländischen Quark gleichen Namens, der dazugehörige Song ist sowohl als Ode auf den Quark zu verstehen als auch als Parodie auf die derzeitige Hip-Hop-Kultur. Nach eigener Aussage verstand die Gruppe ihre Musik damals mehr als Parodie und Spaßprojekt.
Im Jahr 2020 erschien ihr Debütalbum Morgensonne. Auf diesem nahmen die Musiker vom parodistischen Ansatz etwas Abstand und versuchten sich als Rapper, die vor allem ein Lebensgefühl transportieren wollen. Dementsprechend ist das Album auch etwas melancholisch gehalten. Kurz nach der Veröffentlichung des Albums trennte sich die Gruppe räumlich, zwecks Studium zogen die vier Rapper in verschiedene Städte. Mittlerweile treten vor allem die Mitglieder Paul, Zachi und Gustav in Erscheinung. Dani hingegen tritt aufgrund seines Horn-Studiums in den Hintergrund, ist aber weiterhin Teil der Gruppe.
Paul gab im Rahmen eines Interviews bei World Wide Wohnzimmer an, sein Musik-Studium zwecks der musikalischen Karriere nach zwei Wochen aufgegeben zu haben.
Größere Bekanntheit erlangte 01099 durch die im Dezember 2020 veröffentlichte Single Frisch, die vor allem über die Plattform TikTok weithin bekannt wurde. Am 26. März 2021 stieg Frisch auf Platz 78 in die deutschen Singlecharts ein und erreichte zum Höhepunkt Platz 36. 2021 wurde die Crew von Groove Attack unter Vertrag genommen.
Am 14. Mai 2021 veröffentlichten 01099 ihre Single Durstlöscher. Diese ist, ebenso wie Frisch, Teil der am 2. Juli 2021 veröffentlichten EP Dachfenster. Im November 2021 absolvierte die Band eine erste Tour, die aber aufgrund der COVID-19-Pandemie nur eingeschränkt stattfinden konnte. Im April 2022 folgte eine weitere Tour zum Album Altbau.
Im März 2023 veröffentlichte das Bandmitglied Gustav mit dem Rapper Noah die Luftballon EP.
Am 21. April 2023 veröffentlichte die Band mit dem Rapper Ski Aggu die Single Anders.
Am 4. Juli 2023 trat 01099 auf der „Fête de l´Europe“, einem „europäisches Jugendfest“ auf dem Dresdner Neumarkt, auf.
Im April 2024 traten Paul und Zachi mit dem von Helge Schneider („Sommer, Sonne, Kaktus“) inspirierten Lied Küssen bei Late Night Berlin auf.

## Stil
Als eines ihrer Grundprinzipien nennt die Gruppe den Verzicht auf sexistische Inhalte. Als Inspiration für die eigene Kunst gibt sie Money Boy und RIN an.

## Mitglieder

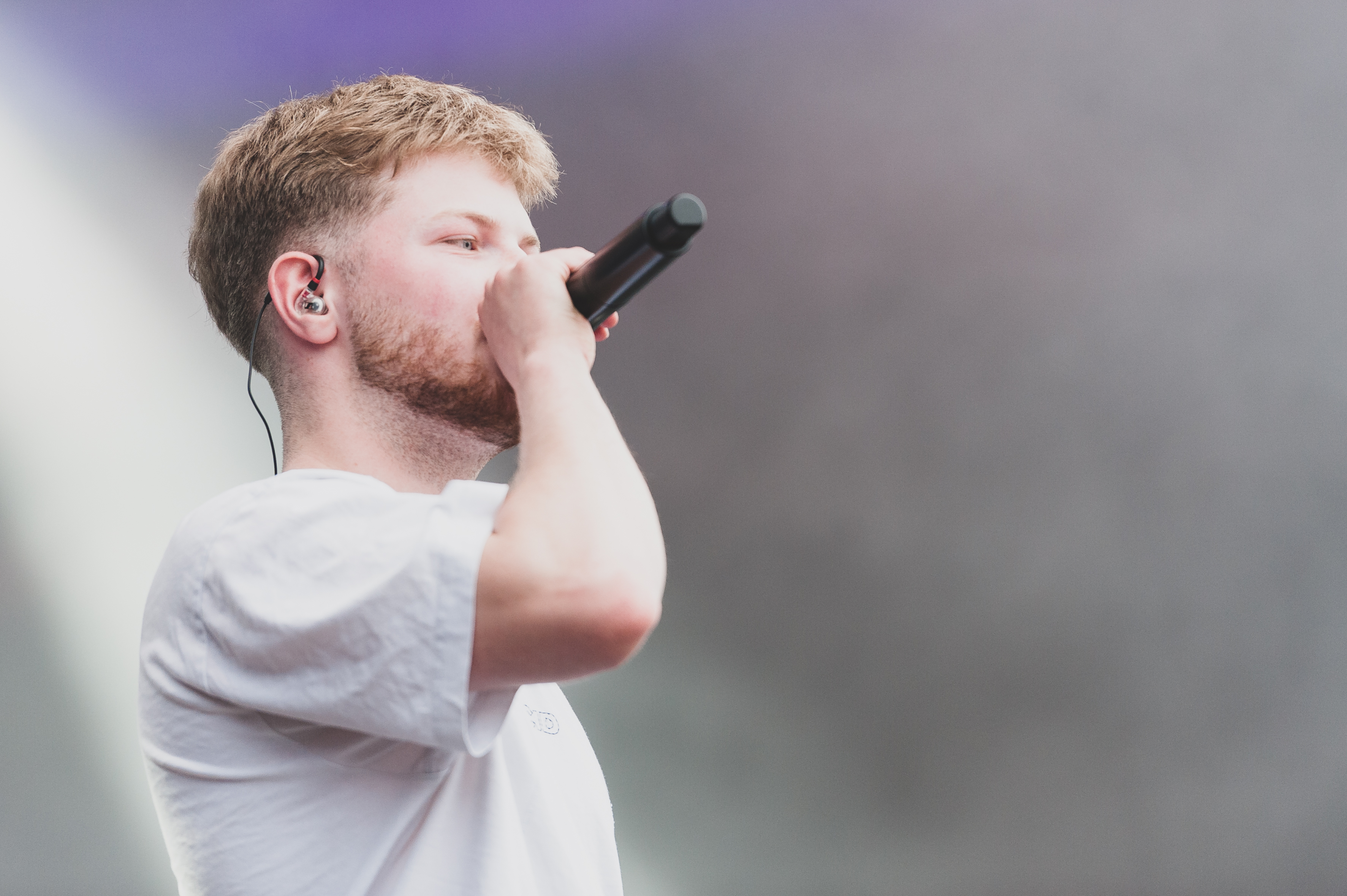
Gustav
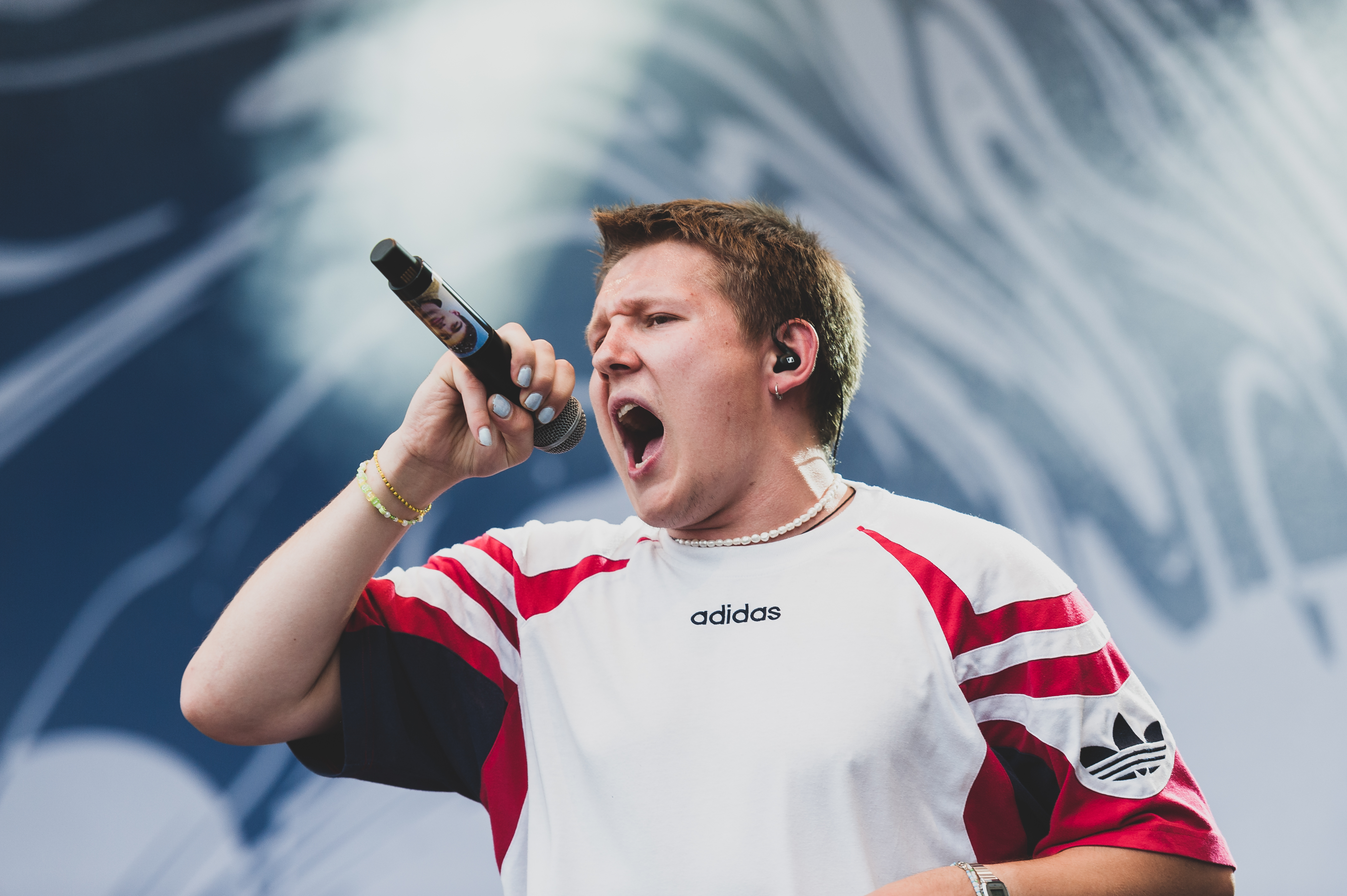
Paul
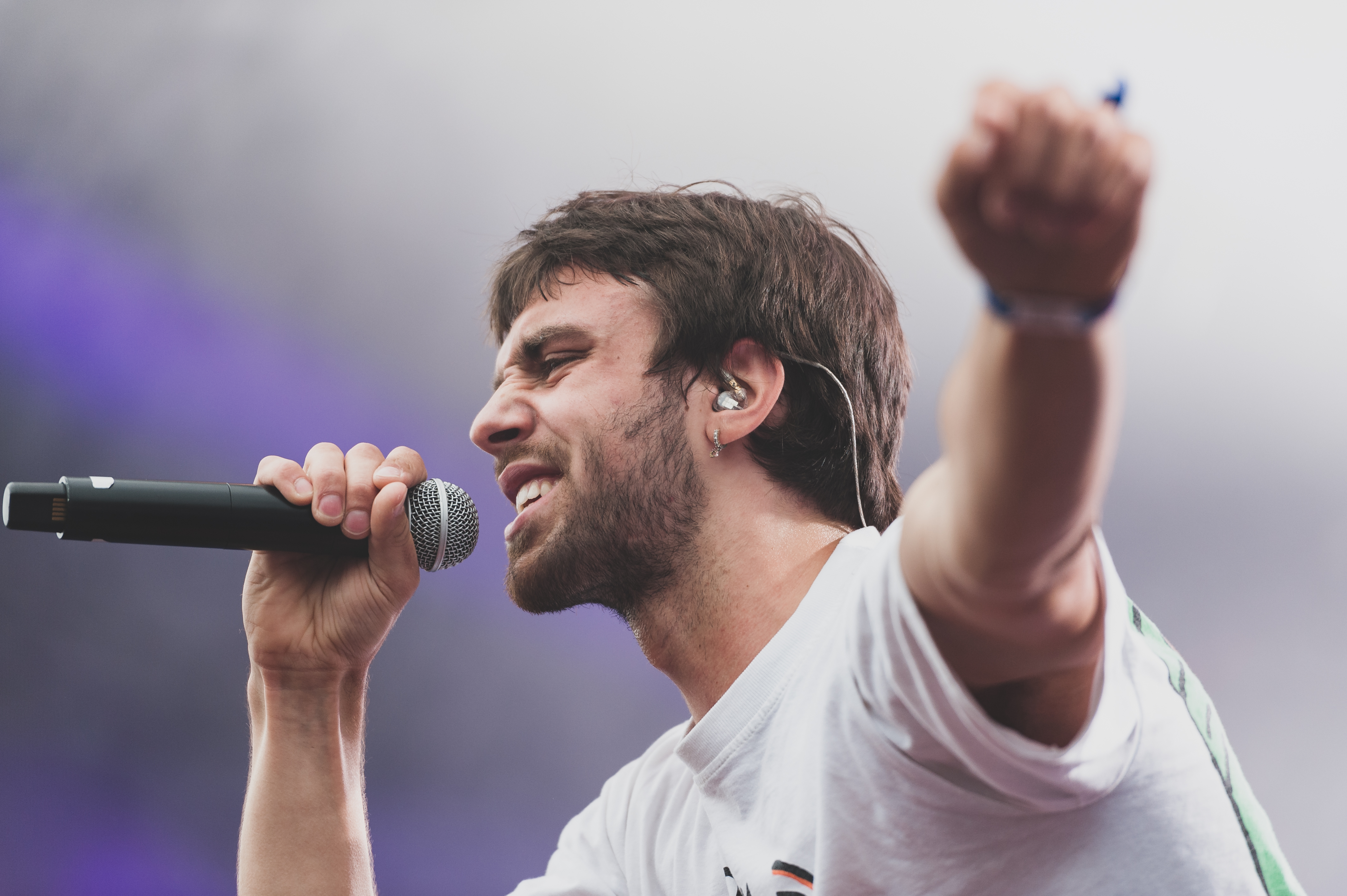
Zachi
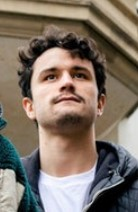
Daniel (Dani)

## Diskografie
Studioalben

| Jahr | Titel Musiklabel                    | Höchstplatzierung, Gesamtwochen, AuszeichnungChartplatzierungen (Jahr, Titel, Musiklabel, Platzierungen, Wochen, Auszeichnungen, Anmerkungen, Besetzung) | Höchstplatzierung, Gesamtwochen, AuszeichnungChartplatzierungen (Jahr, Titel, Musiklabel, Platzierungen, Wochen, Auszeichnungen, Anmerkungen, Besetzung) | Höchstplatzierung, Gesamtwochen, AuszeichnungChartplatzierungen (Jahr, Titel, Musiklabel, Platzierungen, Wochen, Auszeichnungen, Anmerkungen, Besetzung) | Anmerkungen                              | Besetzung                  |
| Jahr | Titel Musiklabel                    | DE | AT | CH | Anmerkungen                              | Besetzung                  |
| ---- | ----------------------------------- | --- | --- | --- | ---------------------------------------- | -------------------------- |
| 2020 | Morgensonne Selbstverlag            | — | — | — | Erstveröffentlichung: 26. August 2020    | Dani, Gustav, Paul & Zachi |
| 2022 | Altbau Groove Attack (GA)           | DE7 (… Wo.)DE | AT19 (69 Wo.)AT | CH20 (99 Wo.)CH | Erstveröffentlichung: 25. März 2022      | Dani, Gustav, Paul & Zachi |
| 2023 | Blaue Stunden Selbstverlag (WMG)    | DE1 (13 Wo.)DE | AT16 (2 Wo.)AT | CH6 (4 Wo.)CH | Erstveröffentlichung: 3. November 2023   | Dani, Gustav, Paul & Zachi |
| 2024 | Kinder der Nacht Selbstverlag (WMG) | DE1 (6 Wo.)DE | AT15 (3 Wo.)AT | CH8 (4 Wo.)CH | Erstveröffentlichung: 13. September 2024 | Dani, Gustav, Paul & Zachi |

## Auszeichnungen
1 Live Krone
- 2023: in der Kategorie „Bester Hip-Hop / R&B Song“ (Anders)[9]
- 2024: in der Kategorie „Bester Hip-Hop / R&B Song“ (Küssen)[10]